# Åke Fjästad
Åke Fjästad (Lidingö, 16 december 1887 – Kingston, 10 maart 1956) was een Zweeds voetballer, die speelde als verdediger voor de Zweedse club IFK Stockholm. Hij overleed op 68-jarige leeftijd in de Verenigde Staten.

## Olympische familie
Fjästads broers Nils en Per vertegenwoordigden Zweden ook op de Olympische Spelen. De eerste deed dat als tienkamper bij de Olympische Spelen in 1912, de tweede als zwemmer bij de editie van 1908, waar ook Åke actief was.

## Interlandcarrière
Fjästad, bijgenaamd Tjall, speelde in totaal vijf interlands voor de Zweedse nationale ploeg, waarmee hij in 1908 deelnam aan de Olympische Spelen in Londen. Daar gingen de Scandinaviërs met 12-2 over de knie bij de latere winnaar Groot-Brittannië, waarna in de troostfinale met 2-0 werd verloren van Nederland door treffers van Jops Reeman en Edu Snethlage.